# LJN
LJN（LJN Toys Ltd.）是1970年至1995年的一家美国玩具生产商和电子游戏发行商，它的玩具产品和电子游戏都来自电影、电视节目和明星人物。总部坐落在纽约曼哈顿中城，之后位于新泽西林德赫斯特 (新澤西州)。LJN由创始人杰克·弗雷德曼成立，最初是一家玩具公司，随后先后成为MCA公司和Acclaim娛樂公司的子公司，并进军电子游戏业，近年來因被網路遊戲評論家憤怒電玩宅的嘲諷式介紹而打響名氣。1995年，LJN被吸收入母公司Acclaim Entertainment，从此关闭。
LJN进入电子游戏业时其实仅仅是家电子游戏发行商。LJN的任何一款游戏都非自己制作，而是来自第三方工作室，但是许多游戏从未公布他们的制作者，即便是Acclaim时期开发的。LJN发行的大部分游戏都是藉电影之风头，或是基于现有品牌搭售。这些游戏横跨了多个主机世代。

## 历史

### 成立
LJN由杰克·弗雷德曼于1970年成立，他后来又建立了其它的玩具公司，其中包括著名的THQ和Jakks Pacific（Holy Xerecas）。
LJN的名字来源于里维斯·J·诺曼（Lewis J. Norman）的首字母，他的玩具公司曾经在上世纪60年代雇佣弗雷德曼作营销代表。里维斯曾是LJN的财务支持，但后来他将资金转给一位中国投资者。

### MCA时代
1985年，活跃于20世纪80年代中期的收购公司MCA以6600万美元或6700万美元的价格收购了LJN，以增加电影周边产品的销售利润。
1986年，LJN引入了Entertech电池水枪生产线。
LJN于1987年开始为FC（NES）主机开发电子游戏，尽管这是LJN第一次涉足电子游戏领域，其地位却不是MCA之前创立的MCA电子游戏的下属。MCA电子游戏是雅达利的合资企业，基于MCA产品开发街机、家用游戏电脑软件。
1988年，LJN从法希一家手中收购了一家意大利玩具公司。
1989年，因为LJN的生产的玩具枪所带来的负面影响，MCA在改年第二季度额利润降低了79.5%，MCA决定出售LJN。MCA最终决定在1990年3月将LJN卖给Acclaim Entertainment，以换取资金和Acclaim Entertainment的30%到50%的股权。

### Acclaim时代
此时，LJN是Acclaim Entertainment的旗下公司，但其作品风格依然保持MCA时代遵循的电影、动画改编游戏产业路线。Acclaim关闭了LJN的玩具部，使之成为专一的电子游戏开发商。
其时正值8位机风行的时代，能够在任天堂许可之下登陆FC（NES）平台就意味着品质的保证。结果，许多像Acclaim的公司利用LJN这样的下属公司纷纷炮制出大量游戏，超出了任天堂的许可量，其中著名的科乐美也利用旗下的Ultra采取同样的策略。然而不同于Ultra只是科乐美旗下的一个品牌，LJN依然是一个合法的上市公司，独立于Acclaim。即便后来任天堂在九十年代废除了审核标准，Acclaim依然让LJN在超级任天堂和Game Boy上穷追猛打虽然这些游戏由Acclaim分销，但出版和市场推广均由LJN自行负责。
1995年，LJN和Flying Edge以及Arena Entertainment三家公司（后两个负责为Acclaim开发世嘉主机游戏）合并入了Acclaim。
2000年，在Acclaim发行Dreamcast平台游戏《速度之魂1937》时，LJN的名字才重新出现，也是最后一次出现在游戏里。

## 主要作品
| - 255 Computer Command Cars - 猛鬼街（1985） - Advanced Dungeons & Dragons（1978） - Baby Blinkins（1985） - 回到未來II（1990） - Baseball Talk（1989） - Bionic Six（1987-1989） - Boy George - 波姬·小丝 - 沙丘（1985） - E.T.外星人（1982） - Emergency! - Entertech（1985 - 1990） - Ethosrox - 小精靈（1984） - 魔宮傳奇（1984） - 夏威夷神探 - 迈克尔·杰克逊 - Oodles - Photon - Plantsters - Road Rovers（1996-1997） - Road Stars - Roll 'n Rocker - Rookies - Rough Riders - Suckers - S.W.A.T. - Switch Force - 终结者（1985） - Thundercats（1985 - 1989） - 虎鯊神兵（1987） - Tiny Dinos - Video Art（1987） - V Alien Visitor - 聖戰士（1985） - 谁陷害了兔子罗杰（1988 - 1989） - Wrestling Superstars（1984 - 1989） | 1980至1990年代 - 大白鲨（1987年11月） - The Karate Kid（1987年11月） - Gotcha! The Sport!（1987年11月） - Town & Country Surf Designs: Wood & Water Rage（1988年2月） - Major League Baseball（FC版）（1988年4月） - 13號星期五（1989年2月） - NFL（1989年9月） - 回到未来（1989年9月） - 谁陷害了兔子罗杰（1989年9月） - A Nightmare on Elm Street（1989年10月） - The Uncanny X-Men（1989年12月） - Pictionary（FC版）（1990年7月） - The Amazing Spider-Man（1990年7月） - Back to the Future Part II & III（1990年9月） - The Punisher（Game Boy和FC版）（1990年11月） - WWF WrestleMania Challenge（FC版）（1990年11月） - T2: The Arcade Game（Game Boy和超任版）（1991） - 终结者2：审判日（Game Boy、FC和超任版）（1991） - Roger Clemens MVP Baseball（Game Boy、FC和超任版）（1991） - WWF Superstars（Game Boy版）（1991年4月） - 陰間大法師（Game Boy和超任版）（1991年5月） - Bill & Teds Excellent Video Game Adventure（Game Boy和FC版）（1991年8月） - 金刚狼（1991年10月） - Spider-Man and the X-Men in Arcades Revenge（Game Boy和超任版）（1992） - WWF Super WrestleMania（超任版）（1992年2月） - Town & Country II: Thrillas Surfari（1992年3月） - The Amazing Spider-Man 2（1992年8月） - WWF Superstars 2（Game Boy版）（1992年8月） - WWF WrestleMania: Steel Cage Challenge（Game Boy版）（1992年9月） - Spider-Man: Return of the Sinister Six（FC版）（1992年10月） - NBA All-Star Challenge（Game Boy和超任版）（1992年December） - Alien 3（Game Boy、FC和超任版）（1993年1月） - WWF 皇家大戰（超任版）（1993年June） - The Amazing Spider-Man 3: Invasion of the Spider-Slayers（1993年7月） - The Incredible Crash Dummies（Game Boy、FC和超任版）（1993年11月） - NFL Quarterback Club（Game Boy和超任版）（1993年11月） - WWF King of the Ring（Game Boy和FC版）（1993年11月） - True Lies（Game Boy和超任版）（1994） - Wolverine: Adamantium Rage（超任版）（1994） - Spider-Man and Venom: Maximum Carnage（Mega Drive和超任版）（1994年9月） - WWF RAW（Game Boy和超任版）（1994年12月） - Spider-Man: The Animated Series（超任版）（1995） - Warlock（超任版）（1995年8月） - Spider-Man and Venom: Separation Anxiety（超任版）（1995年11月） - 世界大战III（未发售） 2000年代 - 速度之魂1937（世嘉Dreamcast和Windows版）（2000年7月） |